# For You, for Me
For You, for Me (também conhecida como KylieUSA2009) é a décima primeira turnê de Kylie Minogue. Começou em 30 de setembro de 2009 em Oakland, Califórnia, Fox Oakland Theater, e terminou em 13 de outubro de 2009 em Nova Iorque, no Hammerstein Ballroom. Marcando sua primeira turnê na América do Norte, ela foi feita para agradecer a paciência de seus fãs norte-americanos por esperarem tanto tempo por uma excursão na região. Por ter uma pequena base de fãs na América do Norte, Minogue apresentou-se em lugares menores do que ela estava acostumada com turnês anteriores. Na For You, for Me, foram trazidos os melhores momentos de suas excursões anteriores com novos elementos.
O concerto foi dividido em seis atos e um bis. Vários elementos de turnês anteriores de Minogue foram usados no show, incluindo versões de músicas, projeções de tela e figurinos. Todos os figurinos usados nela foram desenhados pelo estilista francês Jean-Paul Gaultier. A For You, for Me recebeu avaliações positivas dos críticos profissionais, que a chamaram de "eficiente" e "deslumbrante", elogiando também os vocais da cantora. A turnê, apesar de ter sido curta e em lugares reduzidos, arrecadou US$ 3 milhões de dólares em nove shows. Um dos concertos de Minogue no Hammerstein Ballroom em Nova Iorque foi gravado e, logo após, seu áudio foi lançado digitalmente sob o nome Live in New York.

## Antecedentes e desenvolvimento

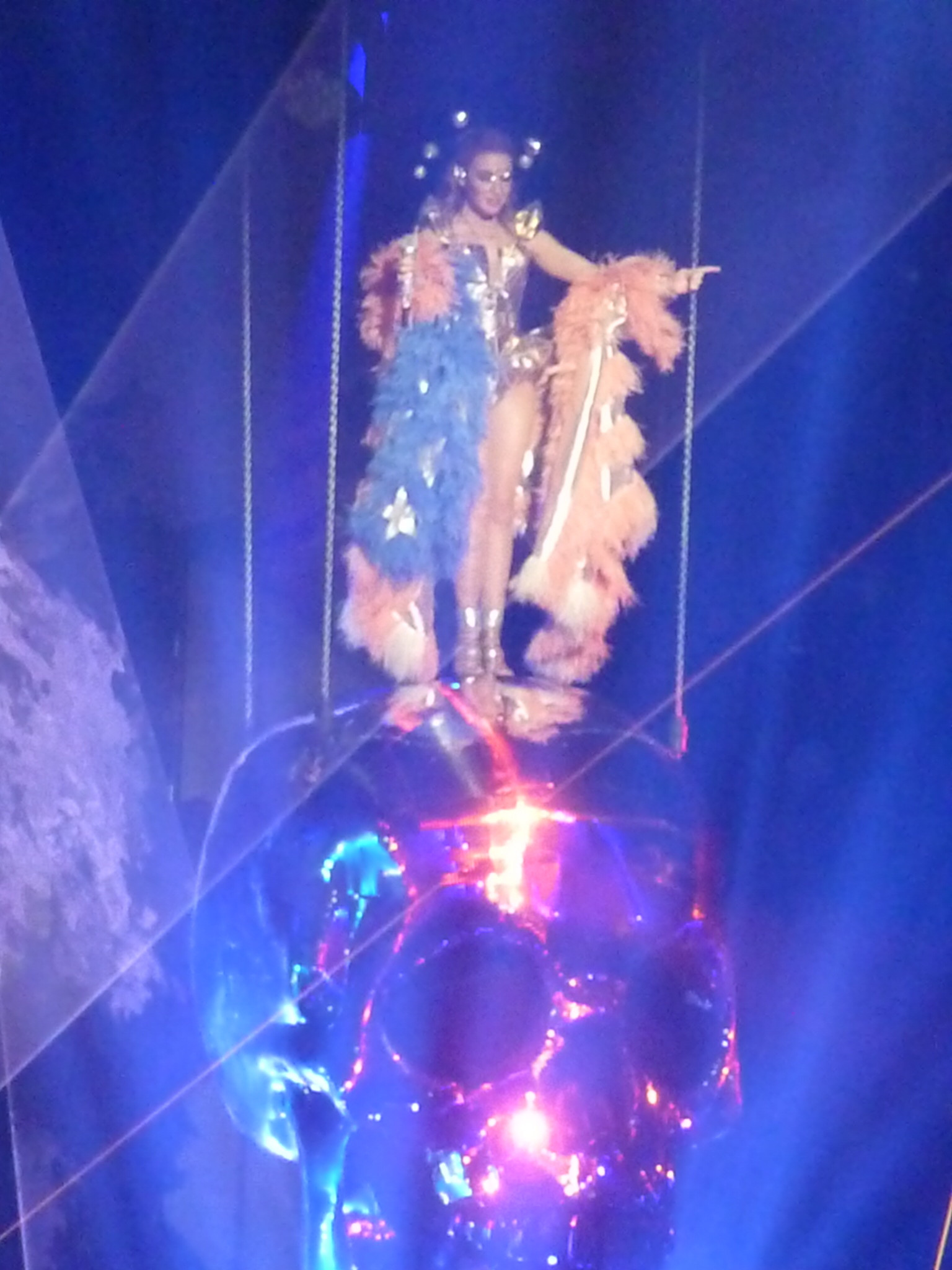
Minogue abrindo o concerto com "Light Years" em cima de um crânio metálico

A turnê foi oficialmente anunciada pela revista americana Billboard em 6 de maio de 2009. Minogue disse: "Eu estava querendo uma turnê pela América e Canadá por anos e agora sei que fãs tem esperado um bom tempo para isso. eu estava esperando uma oportunidade, e ela finalmente chegou". Bill Silva, CEO da Bill Silva Presents, empresa que promoveu a turnê, comentou: "Kylie teve uma carreira de sucesso fora da América do Norte. Seus fãs na América do Norte serão recompensados por sua paciência quando eles experimentarem seu show e seu inteiro espetáculo". Durante uma entrevista com a revista BlackBook, Minogue falou sobre seus fãs na América do Norte: "Os fãs da América do Norte não são um grande número, mas eles tem um grande espírito. E eles são pacientes. Eu penso que realmente choquei eles quando disse que estava em turnê, por que estavam aceitando o fato de isso nunca aconteceria. Mas todos esses anos eu gastei falando o quanto adoraria me apresentar nos Estados Unidos".
A turnê foi batizada com o nome For You, for Me. De acordo com a artista, "eu apenas pensei: não é para um álbum. Não estou promovendo nada. É para você, para o público. E, na verdade, é para mim, porque será um prazer absoluto estar aqui e compartilhar um show com você". Minogue mencionou que uma turnê norte-americana havia sido discutida diversas vezes, mas não fazia sentido financeiramente, e após ter feito uma turnê com uma banda "que estou amando [...] parecia que era agora ou nunca". Apesar de a série de concertos ter sido em lugares menores do que Minogue estava acostumada a se apresentar, ela afirmou que "ainda haverá agitação, não se preocupe. Não vou ser apenas eu com um banjo". A cantora também comentou que traria os melhores momentos de suas turnês anteriores com novos elementos. Minogue também disse que o designer francês Jean-Paul Gaultier iria criar alguns figurinos para os concertos.

## Desenvolvimento

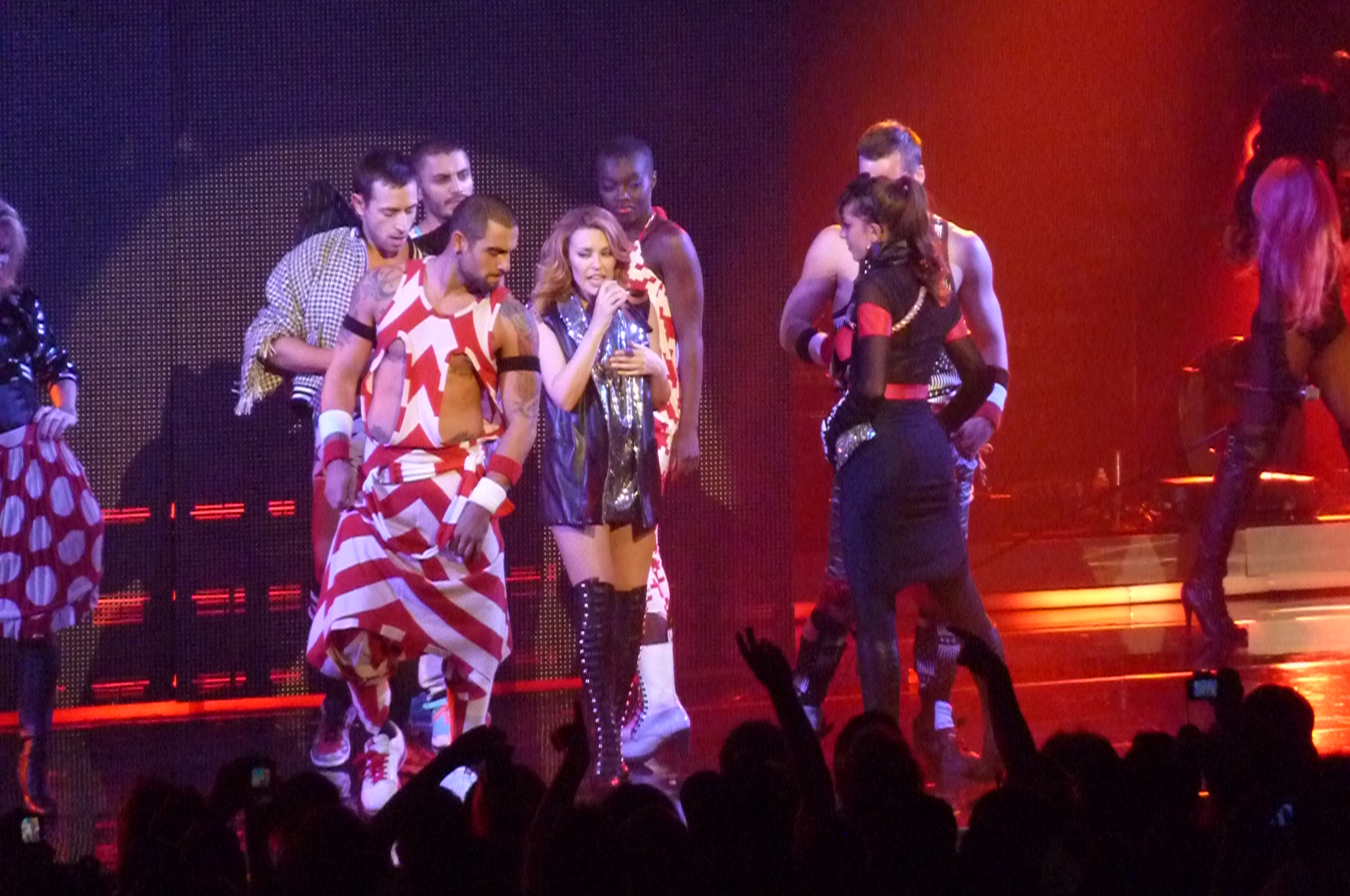
Minogue e seus dançarinos durante a apresentação do "Everything Taboo Medley"

O conceito por trás da turnê era apresentar os melhores momentos de turnês anteriores de Minogue. De acordo com o diretor de vídeo da BlinkTV, Tom Colbourne, essa era "uma chance de dar aos fãs americanos os destaques selecionados dos shows que eles perderam... com algumas novas partes exclusivas também". Isso inclui músicas com novos arranjos, figurinos originais, nova coreografia e um novo design visual. O palco em si era construído com um modelo de 60 pés de largura por 40 pés de profundidade, com alguns locais fornecendo uma área de palco com menos profundidade. Uma plataforma principal para a banda estende a largura do palco e aumentam nove polegadas do chão do palco. Um pouco à esquerda do palco central havia um degrau para as entradas de Minogue, com mais dois níveis de degrau, cada um com nove polegadas de altura. A frente e os lados dos degraus eram revestidos com uma fáscia de metal escovado, e todo o piso do palco, incluindo os degraus, eram cobertos por uma Marley preta de alto brilho.
Havia sete telas de vídeo da Everbrighten BR-15, de tamanhos diferentes, cinco das quais se moviam ao longo do concerto. Três das telas móveis ficavam embaixo do palco, enquanto duas telas estáticas ficavam na parte traseira dos membros da banda. Uma outra tela dividia o meio do palco para revelações. Devido aos locais menores nessa turnê, as telas divididas e móveis proviam as revelações e entradas. O piso de alto brilho refletia as telas de vídeo, fazendo parecer que o chão era também um objeto de vídeo. Minogue fazia sua entrada na turnê em um crânio de prata gigante de 6 pés de diâmetro, construído pela PRG Scenic Technologies. Ele foi feito a partir de uma escultura em 3D de um crânio humano real a partir de espuma EPS, e depois revestido com uma camada de jato de spray retardante de fogo. A suavização foi feita manualmente e, em seguida, foram aplicados os painéis espelhados também de forma manual. Uma armadura completa de alumínio com suporte integral para as costas foi adicionada, a fim de permitir a fixação nas talhas de corrente que ele voa e para apoiar a cantora. Outras peças de cenário incluem um sofá de folha de ouro, chuveiros e um cavalo com alças.
O designer de luzes Nick Whitehouse iniciou seu processo a partir das telas, adicionando luzes ao redor delas. A BlinkTV foi contratada para criar o conteúdo visual dessa turnê. Tom Colbourne foi responsável pelo conteúdo dinâmico do programa. "Acreditamos que as telas devem ser integradas a um show, em vez de dominar o palco por causa disso", disse ele. Assim, haviam momentos em que as telas eram usadas como um cenário estático com cortinas e lustres, e outras preenchidas com imagens gráficas para transportar o público para vários momentos distintos. As sete telas de vídeo eram usadas como uma tela gigante e telas individuais em diferentes pontos do concerto. "A reprodução é configurada para que possamos tratar todas as telas como uma tela ou ter feeds completamente separados", diz Colbourne. Como muitas imagens foram reeditadas das últimas turnês de Minogue, a BlinkTV teve que adaptar todos os recursos visuais às diferentes proporções das novas telas. Lorenzo Cornacchia, vice-presidente e diretor de operações da Pyrotek Special Effects Inc., projetou os lasers e efeitos para o show. Usando uma nova tecnologia de diodos, Cornacchia e o programador de laser Jason McEachern programaram a abertura do show para criar gaiolas de luz que cercassem Minogue enquanto ela descia no crânio gigante. Pétalas de rosa vermelhas caiam do céu durante uma das baladas do show e, no final do concerto, cânones de confete explodiam.

## Sinopse do concerto

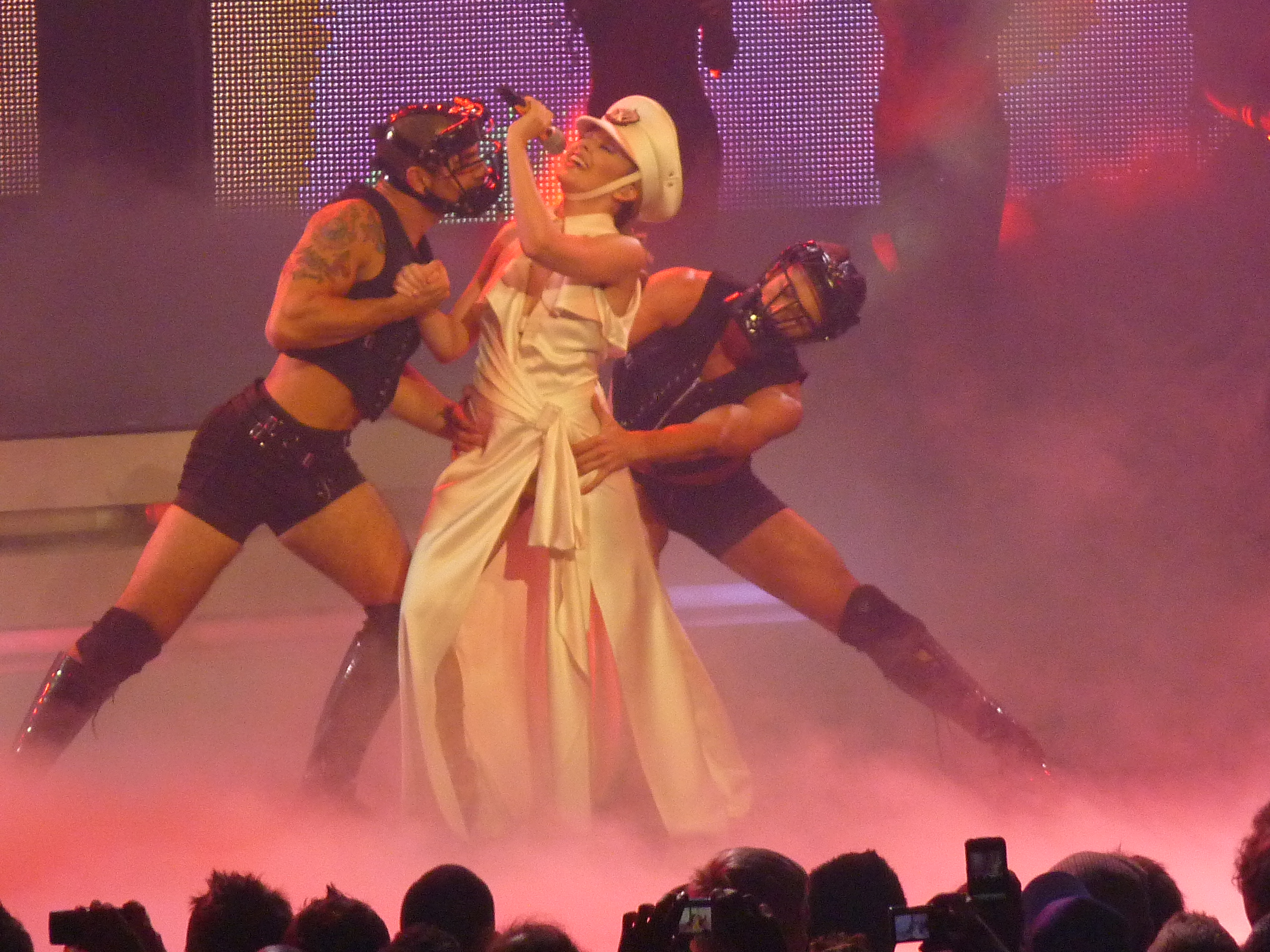
Minogue e seus dançarinos durante a apresentação de "Can't Get You Out of My Head"

O concerto foi dividido em seis atos e um bis. Vários elementos de turnês anteriores de Minogue foram usados no show, incluindo versões de músicas, projeções de tela e figurinos. O concerto iniciava com uma introdução que usava elementos de músicas de West Side Story, The Wizard of Oz, e The Sound of Music, levando a uma apresentação de "Light Years", em que a cantora descia ao palco em uma caveira metálica gigante, enquanto vestia um traje prateado e usando um capacete com um sistema solar de planetas pendurado. Isto levava a novas versões de "Speakerphone", com Minogue cercada por oito dançarinos usando capacetes, e "Come into My World". Após conversar com a plateia, Minogue cantava "In Your Eyes" enquanto usava um casaco de pele cor de coral. O segundo ato começou com o "Everything Taboo Medley", compreendendo as canções "Shocked", "What Do I Have to Do" e "Spinning Around", enquanto as telas de vídeo mostravam uma cópia das capas da revista i-D, renomeada k-M. Após esse medley, a cantora tocou "Better Than Today", que estaria presente em seu então futuro décimo primeiro álbum de estúdio. Durante a apresentação, três dançarinas ficavam deitadas no chão para segurar estandes de microfone pertencentes a Minogue e suas vocalistas de apoio, que usavam perucas rosa neon como ombreiras.
A terceira seção começou com "Like a Drug", com Minogue usando uma roupa militar e sendo mostrada no telão usando algo como um enorme guardanapo, golpeando enormes cílios. Após foi apresentado o mashup de "Boombox" e "Can't Get You Out of My Head", com seus dançarinos usando máscaras de receptores, seguida de "Slow", com os dançarinos dançando com tubos de luz neon. Para fechar a seção, Minogue apresentou a banda e tocou "2 Hearts", com os músicos da banda tocando sax, trompete e trombone, transformando-a em uma big band. A quarta seção iniciou com uma performance de "Red Blooded Woman", incluindo um trecho de "Where the Wild Roses Grow"; nela, a artista montou num cavalo com alças, enquanto seus dançarinos provocavam um ao outro em frente a chuveiros. Isso foi seguido por um pequeno interlúdio de dança intitulado "Heart Beat Rock Segue", que incluía elementos da música "Mickey" de Toni Basil. "Wow" então fechou a seção, com os dançarinos com figurinos de jogadores de futebol americano cravejados de lantejoulas.
A quinta seção começou com uma pequena introdução instrumental, intitulada "White Diamond Theme", que utilizava trechos e citações de vários filmes e atrizes; isso foi seguido pela apresentação da versão balada de "White Diamond", com imagens de Las Vegas aparecendo no telão, com Minogue cantando a faixa deitada em um sofá ladeado por estátuas de pantera, até um lacaio aproximar-se dela. A performance foi seguida por "Confide in Me" com imagens em sépia de Nova Iorque aparecendo no telão, e depois pela versão balada de "I Believe in You", que terminava com imagens de pétalas de rosa projetadas. O penúltimo ato começou com um mashup de "Burning Up" de Minogue e "Vogue" de Madonna, com a cantora usando um espartilho de PVC preto com uma touca de penas pretas; isso foi seguido por uma versão jazz de "The Loco-Motion", com os dançarinos homens vestidos com roupas bondage femininas e as mulheres com ternos cor de carne com pasties. Depois disso, Minogue e suas vocalistas cantaram "Kids", antes da cantora fechar o corpo principal do concerto com uma performance de "In My Arms". O bis começou com uma performance de "Better the Devil You Know", com Minogue usando com um macacão de lantejoulas douradas, seguida de "The One". Em todos os concertos, a música de encerramento foi "Love at First Sight".

## Análise da crítica

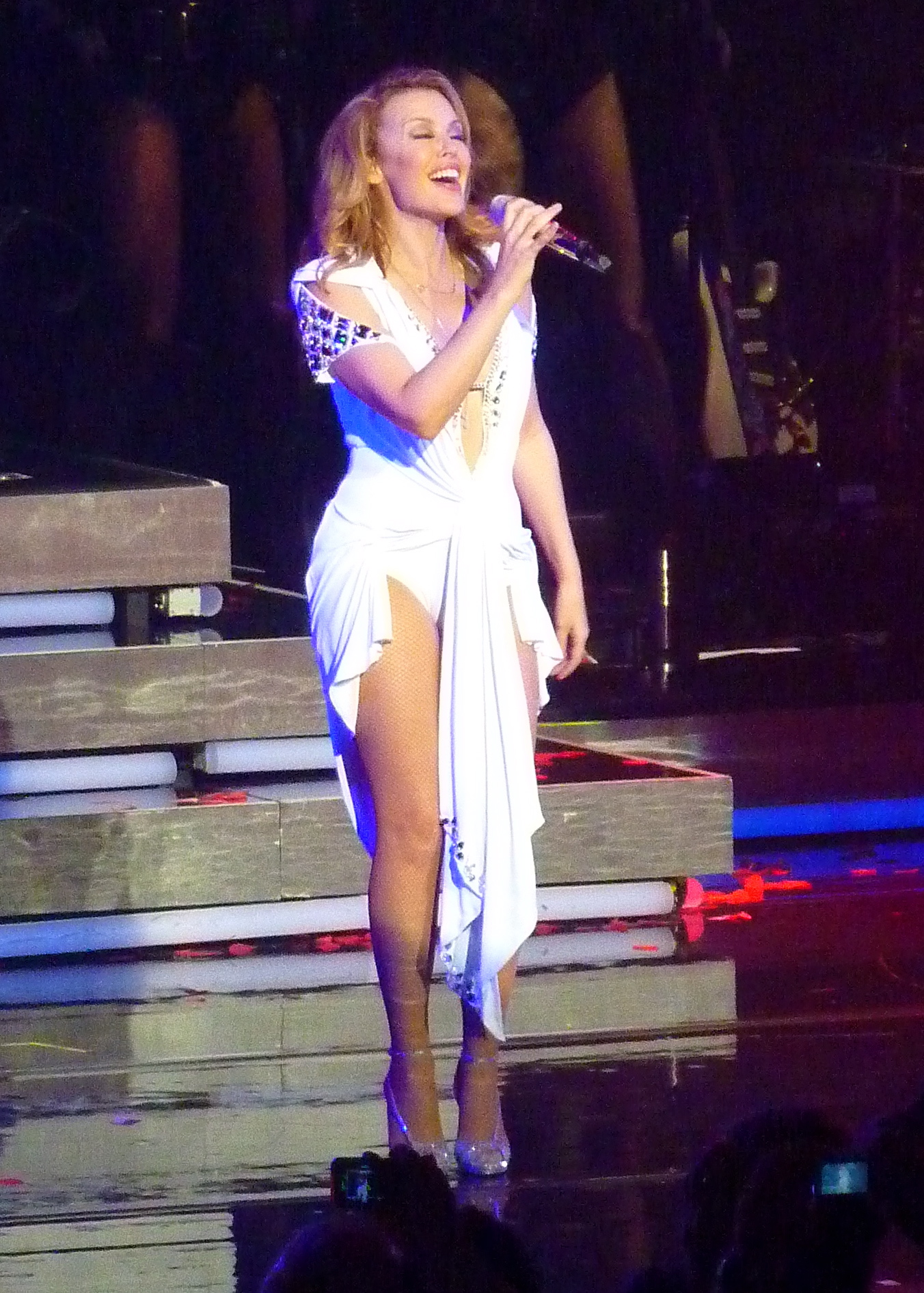
Minogue cantando durante o bis do concerto

Aidin Vaziri do jornal San Francisco Chronicle fez uma crítica positiva ao concerto: "O fato de ela encaixar tudo em um local relativamente íntimo era uma maravilha por si só", e disse que "além de um par de baladas medianas que serviram como um lembrete de que sua voz relativamente fina funciona melhor servida com um monte generoso de graves, não houve grandes erros na noite de abertura. Pelo contrário, foi uma emoção após a outra, especialmente para os fãs que esperaram tanto tempo por esse momento". Barry Walters da Rolling Stone também foi positivo em sua avaliação, dizendo que "Minogue não possui poder vocal, mas, como Diana Ross, seu fraseado preciso e alegre o diferencia de iniciantes menores e mais conscientes", também elogiando a presença da cantora no palco e dizendo que "é preciso um tipo especial de estrela para acomodar e aproveitar ao máximo um efeito especial não planejado, e Minogue é sem esforço, exatamente isso". Mikael Wood do jornal Los Angeles Times notou que embora seu concerto "não ofereça escassez de espetáculo auto-engrandecedor, o efeito foi mais acolhedor do que intimidador", notando também que "Minogue conseguiu no domingo dar a seus movimentos de arena pop cuidadosamente calibrados um grau incomum de calor humano". Wood então terminou com elogios, observando que "esta é uma mulher que sabe ler um lugar [...] ninguém parecia estar tendo algo próximo de um momento ruim".
Adam Markovitz da Entertainment Weekly descreveu o show como "fantasia pós-disco de duas horas de estroboscópico, baixo e glitter—um espetáculo completo digno da adoração reprimida de seus fãs americanos". Ele elogiou seus vocais e personalidade no palco, observando que "este não era um exercício de pop em piloto automático de Spears. O tamanho do local exigia interação do público, e Kylie conversava alegremente com a multidão, recebendo pedidos de músicas e movimentos de dança de membros da platéia". Ele terminou dizendo que "a multidão rugia em aprovação, uma calorosa recepção a NYC, vinte anos em construção. Seria uma pena fazê-los esperar tanto tempo novamente". O crítico do Time Out de Chicago, John Dugan, fez uma avaliação positiva ao concerto: "Houve apenas uma constante ontem à noite no UIC Pavilion, uma loira pequena e sorridente com microfone e lasers dourados. Caso contrário, tudo sobre o primeiro show ao vivo de Kylie Minogue em Chicago mudava completamente a cada 15 minutos — as roupas dos dançarinos, a iluminação e os gráficos ousados piscando nas faixas verticais, o guarda-roupa da diva australiana, o estilo da música - todo o cenário teatral". Ele terminou dizendo que "para a maioria de nós, foi literalmente à primeira vista — e Kylie, por menor que seja, fez valer a pena". O jornalista do The New York Times, Ben Ratliff, chamou o concerto de "eficiente, escaldante, caro, generoso, encharcado de filmes, figurinos e dança - próximo a uma realidade alternativa", dizendo também que "o concerto foi um show de estádio inteligentemente compactado para 3.500 pessoas, e foi por isso que funcionou".
Sophie Harris, escrevendo para a Time Out de Nova Iorque, disse que "o show foi o mais deslumbrante que você poderia fazer no Hammerstein Ballroom", e escrevendo que ele é "mais impressionante em seus momentos menos histéricos como em "Confide in Me". [...] Uma mulher adulta agora, ela parecia elegante e relaxada no modo vintage; da mesma forma, sua voz realmente se eleva nas notas altas nesses números mais sombrios", finalizando sua avaliação dizendo que "o segredo do charme de Minogue é que ela realmente gosta do que faz". Keith Caulfield da revista Billboard disse que Minogue "sabe fazer uma entrada" descendo "dos famosos arcos do local, triunfante no topo de um crânio humano metálico gigante. E esse foi apenas o começo da corrida de arregalar o olhos, repleta de hits pela carreira de Minogue que era repleta de inúmeras trocas de figurinos, telas digitais maciças, telas a laser deslumbrantes e uma máquina de nevoeiro trabalhando duro". Caulfield também elogiou os vocais ao vivo da cantora. Andrew Barker da revista Variety comentou que "sua performance no Hollywood Bowl fez pouco para explicar por que sua marca de dance pop cosmopolita afundou principalmente nos Estados Unidos, nem finalmente a venderá para agnósticos americanos, mas no entanto, representava uma exibição impressionantemente maximalista de exibições que satisfaziam seus fãs raivosos e há muito negligenciados".

## Gravações e transmissões
Em dezembro de 2009, a revista Billboard anunciou que Minogue lançaria uma gravação ao vivo de sua performance no Hammerstein Ballroom em Nova Iorque contendo todas as músicas tocadas, com exceção de "Better Than Today", gravada para seu então próximo álbum de estúdio. O álbum foi lançado em apenas em formato digital, em 14 de dezembro de 2009. Além disso, metade do álbum foi lançado exclusivamente através do YouTube à meia-noite de 12 de dezembro. O álbum contou com as versões de estúdio de "Light Years", "Speakerphone" e "Come Into My World" apresentadas nos concertos. Imagens das performances de "White Diamond Theme", "White Diamond", "Confide in Me", e "I Believe in You" foram incluídas no DVD da edição especial do álbum Aphrodite em 2010. No mesmo ano, um extended play (EP) intitulado Performance foi distribuído no jornal The Mail on Sunday incluindo dez faixas da turnê. Outro EP foi lançado em 2011 contendo "Confide in Me" e "Better than Today", a única canção não incluída no álbum ao vivo.

## Repertório
Este é o repertório da noite de abertura, ocorrida em 30 de setembro de 2009 em Oakland, Estados Unidos.
1. "Over the Rainbow" / "Somewhere" / "The Sound of Music" (introdução)
2. "Light Years"
3. "Speakerphone"
4. "Come into My World"
5. "In Your Eyes"
6. "Shocked" (contém excertos de "Do You Dare?", "It's No Secret", "Give Me Just a Little More Time", "Keep on Pumpin' It" e "What Kind of Fool (Heard All That Before)")
7. "What Do I Have to Do" (contém excertos de "I'm Over Dreaming (Over You)")
8. "Spinning Around" (contém excertos e elementos de "Finally", "Fascinated", "The Real Slim Shady", "Buffalo Gals", "Ride On Time" e "Such a Good Feeling")
9. "Better than Today"
10. "Like a Drug"
11. "Boombox" / "Can't Get You Out of My Head" (contém elementos de "Can't Get You Out of My Head (Greg Kurstin Remix)" e "Blue Monday")
12. "Slow"
13. "2 Hearts"
14. "Red Blooded Woman" (contém excertos de "Where the Wild Roses Grow")
15. "Heart Beat Rock Segue" / "Mickey" (interlúdio de dança)
16. "Wow"
17. "White Diamond Theme" (interlúdio de vídeo)
18. "White Diamond"
19. "Confide in Me" (contém excertos de "The Show Must Go On")
20. "I Believe in You"
21. "Burning Up" / "Vogue"
22. "The Loco-Motion"
23. "Kids"
24. "In My Arms"

Bis
1. "Better the Devil You Know"
2. "The One"
3. "Love at First Sight" (Ruff and Jam U.S. Remix)

## Datas
| Data                   | Cidade      | País           | Local                     | Público                 | Receita    |
| ---------------------- | ----------- | -------------- | ------------------------- | ----------------------- | ---------- |
| América do Norte       |             |                |                           |                         |            |
| 30 de setembro de 2009 | Oakland     | Estados Unidos | Fox Oakland Theater       | 5.280 / 5.592           | $401.709   |
| 1 de outubro de 2009   | Oakland     | Estados Unidos | Fox Oakland Theater       | 5.280 / 5.592           | $401.709   |
| 3 de outubro de 2009   | Las Vegas   | Estados Unidos | The Pearl Concert Theater | 2.394 / 2.394           | $222.265   |
| 4 de outubro de 2009   | Los Angeles | Estados Unidos | Hollywood Bowl            | 8.108 / 8.504           | $749.957   |
| 7 de outubro de 2009   | Chicago     | Estados Unidos | UIC Pavilion              | 4.021 / 4.021           | $299.536   |
| 9 de outubro de 2009   | Toronto     | Canadá         | Air Canada Centre         | 7.679 / 7.837           | $568.604   |
| 11 de outubro de 2009  | Nova Iorque | Estados Unidos | Hammerstein Ballroom      | 9.650 / 10.100          | $853.150   |
| 12 de outubro de 2009  | Nova Iorque | Estados Unidos | Hammerstein Ballroom      | 9.650 / 10.100          | $853.150   |
| 13 de outubro de 2009  | Nova Iorque | Estados Unidos | Hammerstein Ballroom      | 9.650 / 10.100          | $853.150   |
| Total                  | Total       | Total          | Total                     | 37.132 / 38.448 (96,6%) | $3.095.221 |

## Créditos
Fonte:
- William Baker – diretor
- Alan MacDonald – designer de palco
- Nick Whitehouse – designer de luzes
- Tom Colbourne – diretor de vídeo
- Lorenzo Cornacchia – designer de lasers e efeitos
- Steve Anderson – diretor musical, produtor, mixagem, programador
- Sarah deCourcy – diretora musical, diretora de banda, teclados
- Kylie Minogue – vocais principais
- Roxanne Wilde – vocais de apoio
- Lucita Jules – vocais de apoio
- Jenni Tarma – baixo
- Matthew Racher – bateria
- Adrian Eccleston – guitarra
- Gary Bradshaw – gravação
- Graeme Blevins – saxophone
- Barnaby Dickinson – trombone
- Graeme Flowers – trompete